# Pátera de Otañes
La pátera de Otañes es una pátera de plata y oro, de cronología incierta (entre el siglo I d. C. y el siglo IV d. C.), que fue elaborada por orfebres del Imperio romano.
Fue hallada junto a otras piezas de plata por Antonio María de Otañes, entre los años 1798 y 1800 en los alrededores de las ruinas del pico del Castillo, situadas en Otañes, una localidad perteneciente al municipio de Castro-Urdiales (Cantabria, España).

## Simbología
Se trata de una pátera de carácter votivo, plato de poco fondo que se usaba en ceremonias y ritos religiosos de la Antigüedad, como la libación, y que en este caso reúne elementos del culto a una diosa o ninfa del agua.

## Características
- Forma: pátera.
- Material: plata y oro.
- Contexto/Estilo: romano.
- Técnica: orfebrería.
- Iconografía: En el anverso aparecen seis escenas en bajorrelieve relacionadas con la Salus Umeritana y en la parte superior aparece una diosa de la salud o ninfa de la fuente situada entre dos árboles y diversas escenas relacionadas con el transporte de agua.[1]
- Peso: 974,5 gramos.
- Diámetro: 21,1 centímetros.
- Profundidad: 2,3 centímetros.

## Conservación
La pieza es propiedad de la familia Otañes, y está custodiada en una caja fuerte de una entidad bancaria española. Fue expuesta por primera al público en el año 1999 en una exposición realizada en Santillana del Mar, promovida por la entidad bancaria Caja Cantabria llamada Cántabros. Génesis de un pueblo; además, en el año 2000, fue declarada bien de interés cultural.